# FK Sztroityel Pripjaty
Az FK Sztroityel Pripjaty (orosz betűkkel: Футбольный клуб «Строитель» Припять) vagy ukrán nevén FK Bugyivelnik Pripjaty (ukrán betűkkel Футбольний клуб «Будівельник» Прип'ять, magyar átírásban Futbolnij Klub Bugyivelnik Pripjaty) szovjet és ukrán labdarúgócsapat volt Pripjatyban. A klubot az 1970-es években alapították, Ukrajnában az alsóbb osztályokban szerepelt. 1981-ben, 1982-ben és 1983-ban a Kijevi Területi Labdarúgó Bajnokság győztese volt. A csernobili atomerőmű-baleset előtt a csapat egy kis stadionban játszott Pripjaty városában. 1986-ban egy új stadiont kaptak volna, amelyet Avanhard Stadionnak (ukránul: Стадіон «Авангард») neveztek el, de az atomerőmű-baleset miatt soha nem használták.

## Története
A klubot Vaszil Kizima, az építkezés főigazgatója támogatásával, a csernobili atomerőmű és Pripjaty felépítésén dolgozó munkásai alapították az 1970-es években. Eleinte Csisztohalivka falu játékosai alkották, amely 4 km-re délre található Pripjaty városától. 1981-ben csatlakozott a szovjet futball legalsó profi szintjéhez, amely az úgynevezett KFK-bajnokság (Kollektiyv Fizicseszkoj Kulturi) volt. Fennállásuk során főként az ötöd- és negyedosztályban szerepeltek. A klub legjobb eredményét 1985-ben érte el, amikor a bajnokság második helyén végzett.
1986. április 26-án, szombaton, éppen az FK Borogyanka elleni kupaelődöntőre készült a csapat. A katasztrófa után Szlavutics városába költöztek, és 1987-ben a klub nevét FK Sztroityel Szlavuticsra változtatták. Az egyesület 1988-ban véglegesen megszűnt.
2016-ban, a csernobili tragédia 30. évfordulóján mérkőzést rendeztek a Sztroityel és a Borogyanka veterán csapatai között, amely 1986-ban az atomerőmű robbanása miatt elmaradt.

## Stadion
A Sztroityel hazai stadionja a tervek szerint az Avanhard stadion lett volna, amely 5000 néző befogadására alkalmas. A pálya ünnepélyes megnyitóját 1986. május 1-jére tervezték, azonban az eseményt öt nappal korábban megelőzte a katasztrófa. Napjainkban a létesítmény területét erdő borítja, a stadion szerkezete pedig omladozik.

### Képek a stadionról

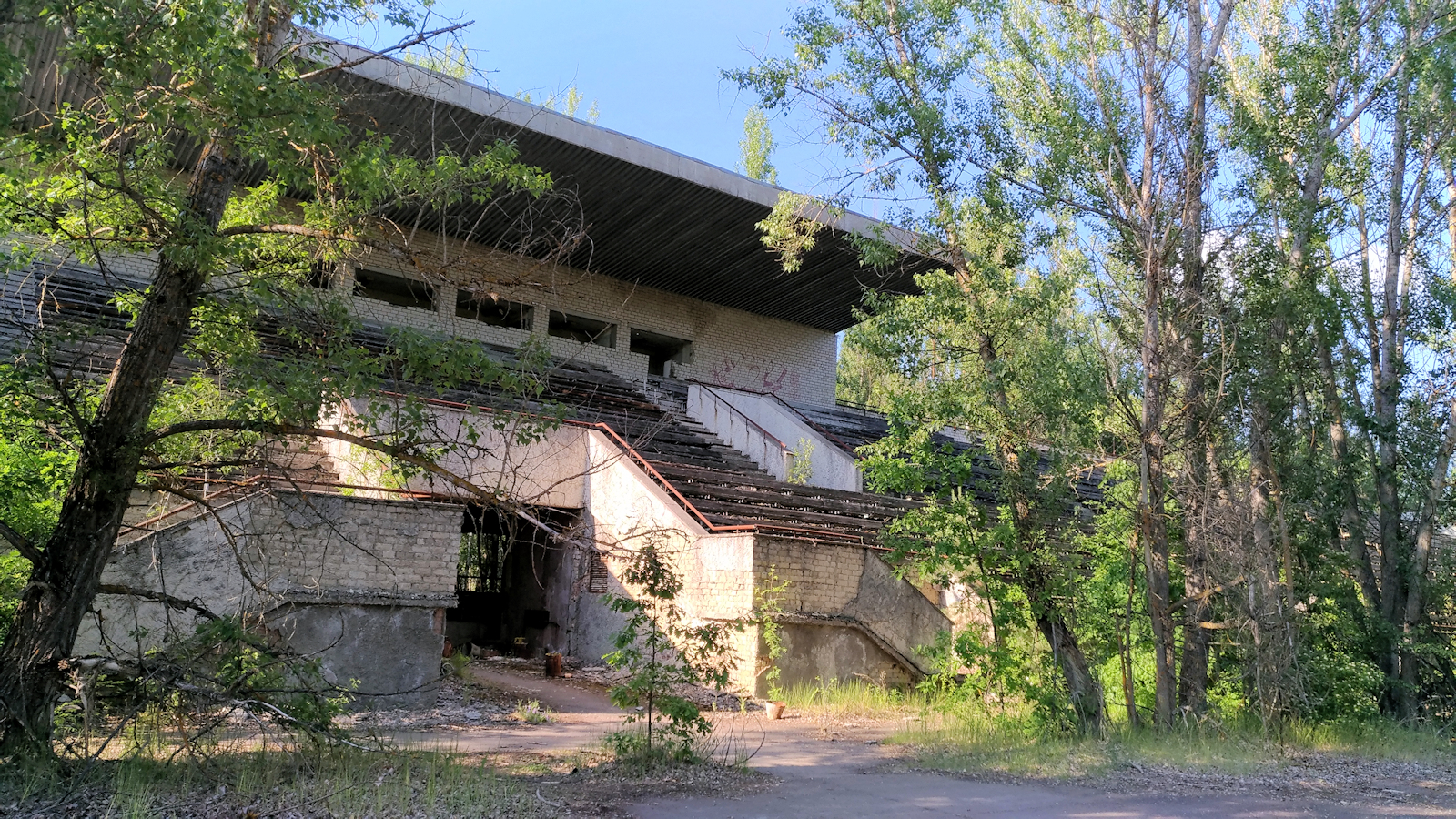
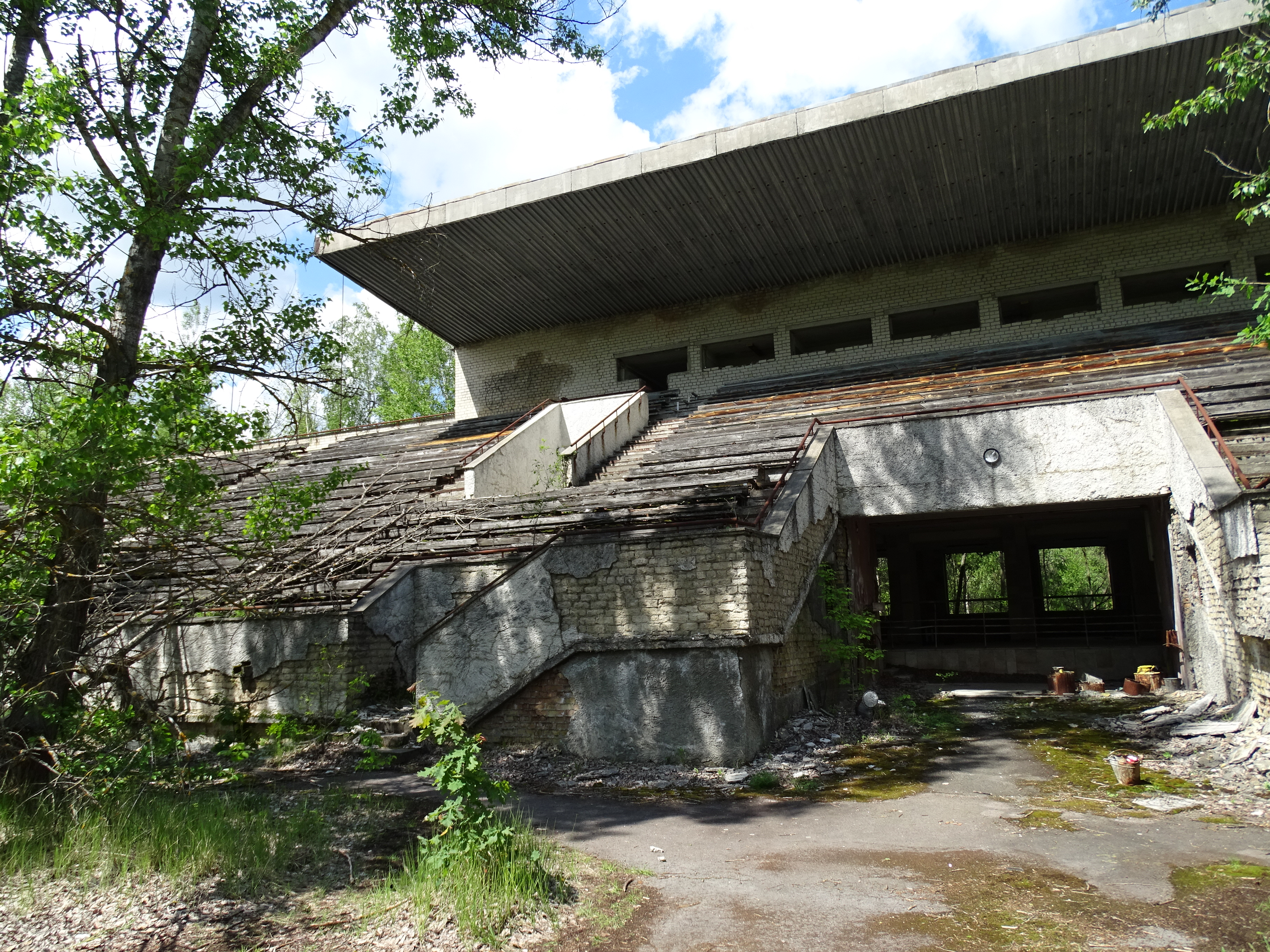
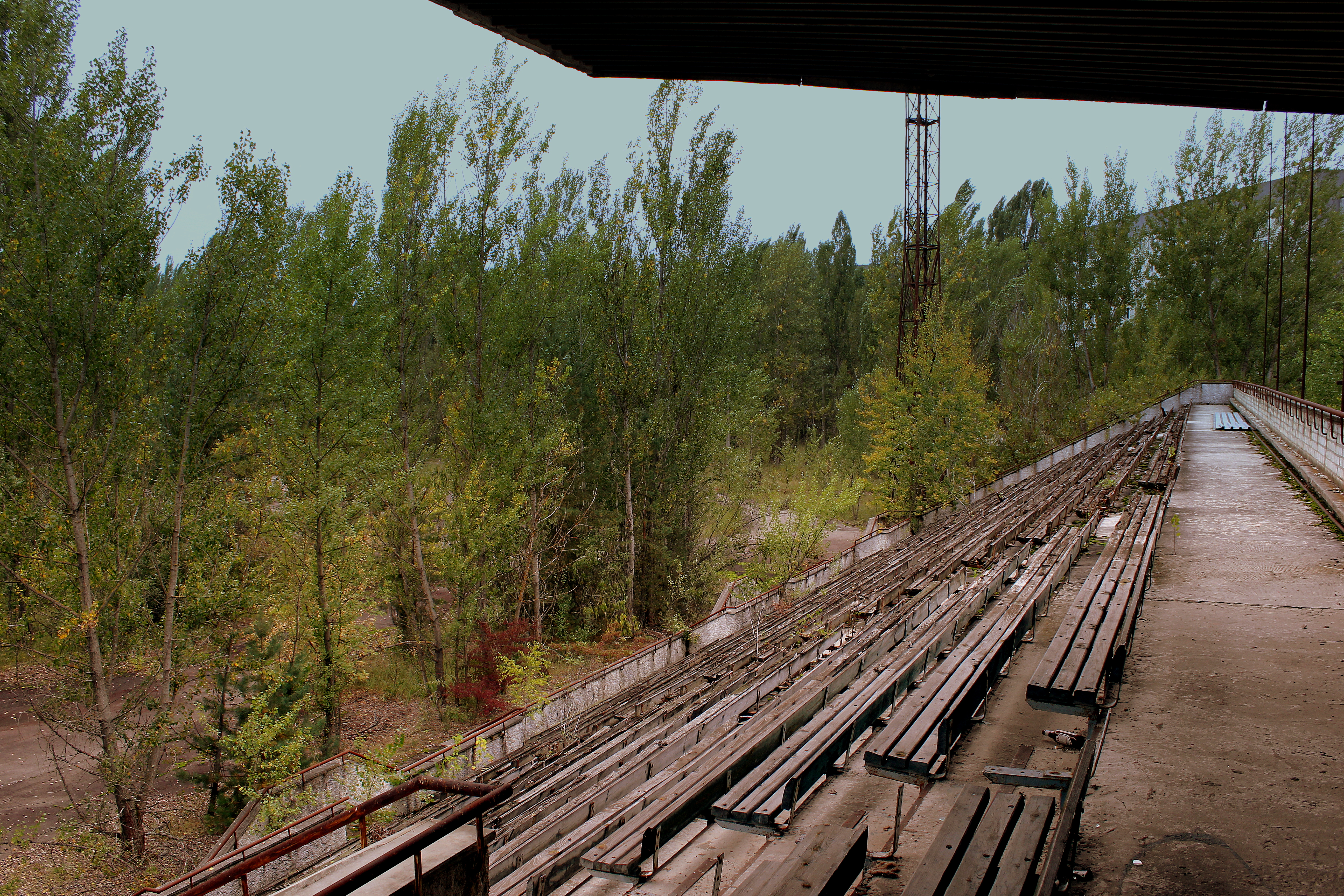
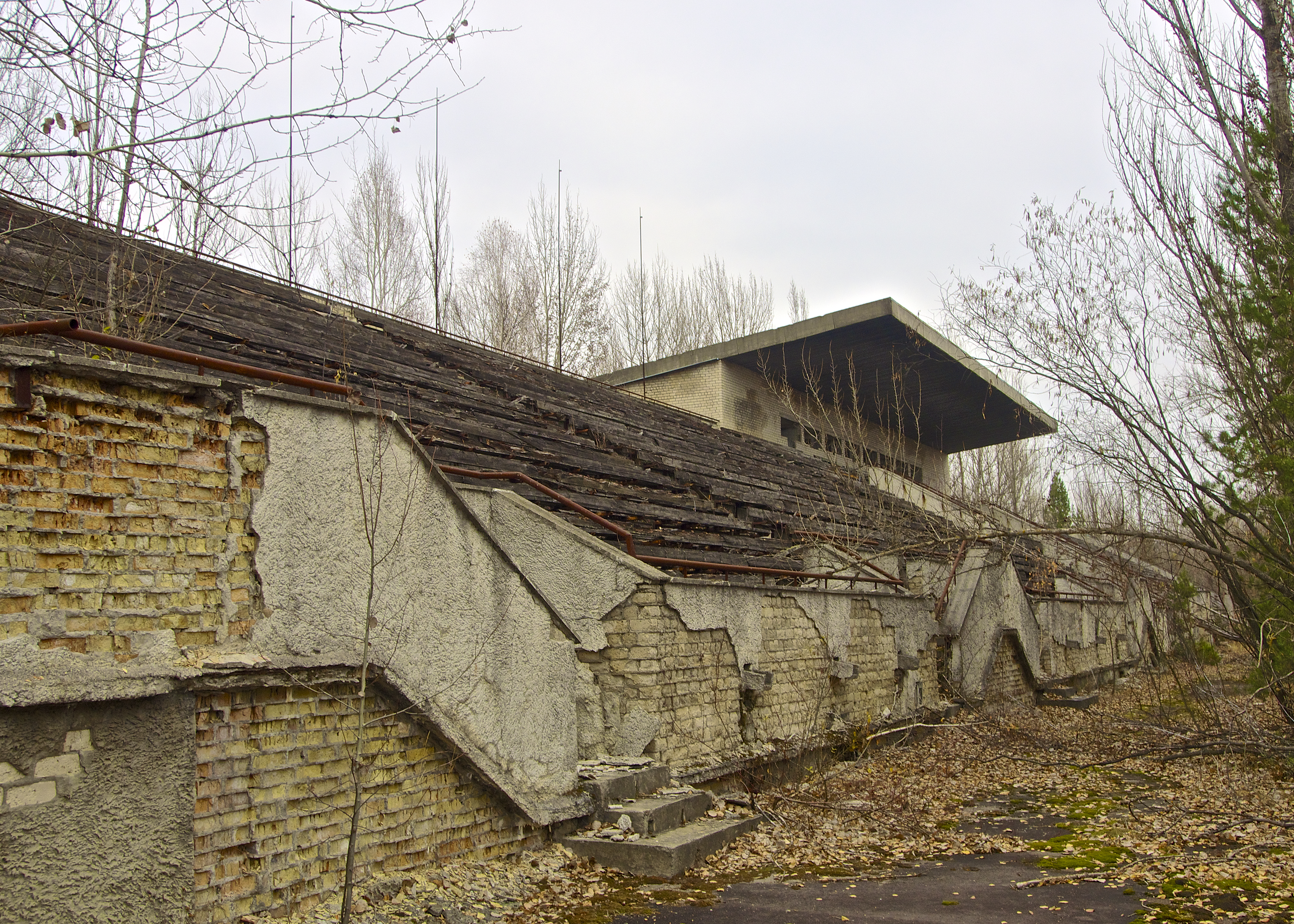
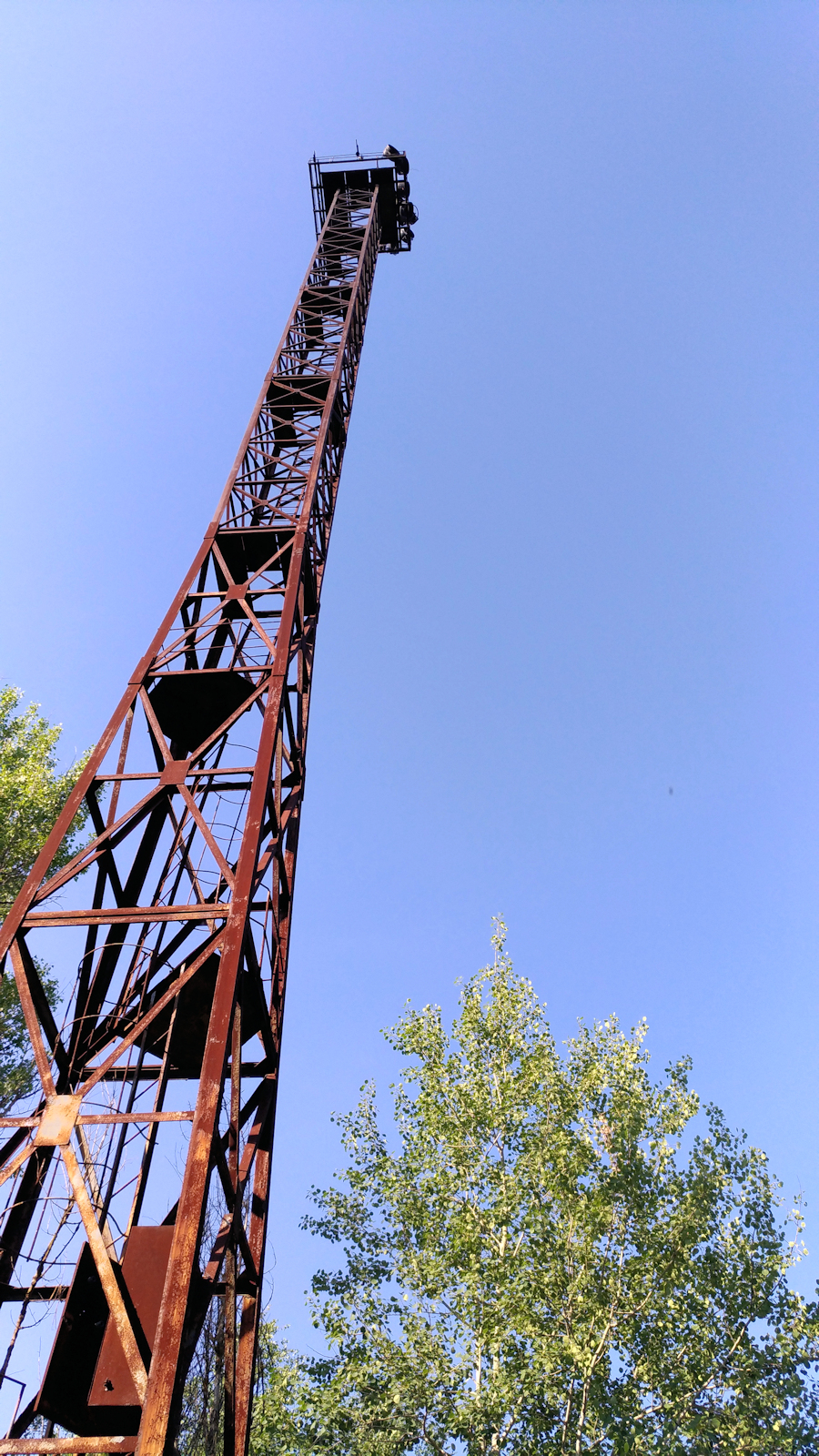

## Híres játékosok és edzők
- Sztanyiszlav Honcsarenko — 1979 és 1981 közötti időszakban játszott a Sztroityel Pripjaty csapatában.
- Anatolij Sepel — 1980 és 1981 közötti időszakban a csapat edzője volt.
- Olekszandr Visnevszkij — 1988-ig játszott és irányította a csapatot.
- Valentin Litvin — a klub csapatkapitánya.

## Sikerlista
Kijevi Területi Labdarúgó Bajnokság
- Győztes: 1981, 1982, 1983

KFK-bajnokság
- Ezüstérmes (harmadik zóna): 1985
- Bronzérmes (negyedik zóna): 1987

Kijevi Területi Labdarúgó Kupa
- Döntős: 1979

## Statisztikák
| Szezon | Bajnokság            | Hely./Összcsapatszám                     | M                                        | GY                                       | D                                        | V                                        | LG                                       | KG                                       | GK                                       | P                                        | Jegyzetek                                |
| ------ | -------------------- | ---------------------------------------- | ---------------------------------------- | ---------------------------------------- | ---------------------------------------- | ---------------------------------------- | ---------------------------------------- | ---------------------------------------- | ---------------------------------------- | ---------------------------------------- | ---------------------------------------- |
| 1981   | 4. osztály (Ukrajna) | 5/(11)                                   | 32                                       | 9                                        | 7                                        | 4                                        | 21                                       | 16                                       | +5                                       | 25                                       |                                          |
| 1982   | 4. osztály (Ukrajna) | 8/(8)                                    | 14                                       | 2                                        | 4                                        | 8                                        | 6                                        | 17                                       | −11                                      | 8                                        |                                          |
| 1983   | 4. osztály (Ukrajna) | 6/(8)                                    | 14                                       | 5                                        | 3                                        | 6                                        | 15                                       | 16                                       | −1                                       | 13                                       |                                          |
| 1984   | 4. osztály (Ukrajna) | 6/(8)                                    | 14                                       | 3                                        | 4                                        | 7                                        | 16                                       | 23                                       | −7                                       | 10                                       |                                          |
| 1985   | 4. osztály (Ukrajna) | 2/(8)                                    | 14                                       | 8                                        | 4                                        | 2                                        | 35                                       | 11                                       | +24                                      | 20                                       |                                          |
| 1986   | 4. osztály (Ukrajna) | a csernobili baleset miatt visszalépett. | a csernobili baleset miatt visszalépett. | a csernobili baleset miatt visszalépett. | a csernobili baleset miatt visszalépett. | a csernobili baleset miatt visszalépett. | a csernobili baleset miatt visszalépett. | a csernobili baleset miatt visszalépett. | a csernobili baleset miatt visszalépett. | a csernobili baleset miatt visszalépett. | a csernobili baleset miatt visszalépett. |
| 1987   | 4. osztály (Ukrajna) | 3/(9)                                    | 16                                       | 9                                        | 3                                        | 4                                        | 31                                       | 20                                       | +11                                      | 21                                       | [ Note 1 ]                               |
| 1988   | 4. osztály (Ukrajna) | 8/(12)                                   | 98734r5t837                              | 7                                        | 4                                        | 11                                       | 28                                       | 36                                       | −8                                       | 18                                       | [ Note 1 ]                               |

1. 1 2  Az idényt FK Sztroityel Szlavutics név alatt játszotta

## Fordítás
- Ez a szócikk részben vagy egészben  a   FC Stroitel Pripyat című angol Wikipédia-szócikk fordításán alapul.  Az eredeti cikk szerkesztőit annak laptörténete sorolja fel. Ez a jelzés csupán a megfogalmazás eredetét és a szerzői jogokat jelzi, nem szolgál a cikkben szereplő információk forrásmegjelöléseként.